# بيتر فابر (شاعر)
بيتر فابر (بالدنماركية: Peter Faber)‏ هو كاتب أغاني ومصور وشاعر دنماركي، ولد في 7 أكتوبر 1810 في كوبنهاغن في الدنمارك، وتوفي في 25 أبريل 1877.

## وصلات خارجية
- بيتر فابر على موقع IMDb (الإنجليزية)
- بيتر فابر على موقع ميوزك برينز (الإنجليزية)
- بيتر فابر على موقع أول ميوزيك (الإنجليزية)
- بيتر فابر على موقع ديسكوغز (الإنجليزية)